# Toužim (stacja kolejowa)
Toužim – stacja kolejowa w Toužimiu, w kraju karlowarskim, w Czechach. Znajduje się na wysokości 615 m n.p.m.
Jest zarządzana przez Správę železnic. Na stacji nie ma możliwości zakupu biletów, a obsługa podróżnych odbywa się w pociągu.

## Linie kolejowe
- 161 Rakovník - Bečov nad Teplou